# Ivan, Boris et moi
«Ivan, Boris et moi» («Иван, Борис и я») — песня французской певицы Мари Лафоре, вышедшая в 1967 году. Вошла в её мини-альбом «Marie Laforêt vol. XIV». Мелодия была написана французским композитором Эмилем Штерном, текст — поэтом-песенником Эдди Марне.
В 70-е годы песня обрела популярность в Советском Союзе, вышли две версии песни на русском языке: «Три плюс пять», адаптированная Леонидом Куксо и исполненная Аллой Иошпе и Стаханом Рахимовым, и «Антон, Иван, Борис», исполненная Эдитой Пьехой. Кроме того, в первой версии русские и еврейские имена, звучащие в оригинальном варианте, были заменены на французские.

## Чарты
| Чарты (1967)                   | Высш. поз. |
| ------------------------------ | ---------- |
| Франция (SNEP)                 | 13         |
| Бельгия/Валлония (Ultratop 50) | 15         |